# Puellemontier
Puellemontier korábbi község Franciaországban, Haute-Marne megyében. Lakosainak száma 198 fő (2018. január 1.). Puellemontier Bailly-le-Franc, Lentilles és Montier-en-Der községekkel határos.
2016. január 1-jén három másik korábbi községgel egyesült és az így létrejött Rives Dervoises új község része lett.

## Népesség
A település népességének változása:
| Lakosok száma | 259  | 213  | 192  | 185  | 172  | 197  | 223  | 1441 | 204  | 198  |
|               | 1962 | 1968 | 1975 | 1990 | 1999 | 2008 | 2013 | 2016 | 2017 | 2018 |